# Don Simmons
Donald William "Don" Simmons, född 13 september 1931, död 24 september 2010, var en kanadensisk professionell ishockeymålvakt som tillbringade elva säsonger i den nordamerikanska ishockeyligan National Hockey League (NHL), där han spelade för Boston Bruins, Toronto Maple Leafs och New York Rangers. Han släppte in i genomsnitt 2,89 mål per match och hade 20 nollor (match utan insläppt mål) på 249 grundspelsmatcher.
Simmons spelade också för Vancouver Canucks i Western Hockey League (WHL); Springfield Indians, Providence Reds, Rochester Americans, Baltimore Clippers och Buffalo Bisons i American Hockey League (AHL); Tulsa Oilers i Central Professional Hockey League (CPHL); Johnstown Jets i International Hockey League (IHL) samt Galt Black Hawks och St. Catharines Teepees i OHA-Jr.
Han vann Stanley Cup för säsongerna 1961–1962, 1962–1963 och 1963–1964.